# 소대아
소대아(蕭大雅, 533년 ~ 549년)는 중국 남북조 시대 양나라의 황족이다. 자는 인풍(仁風)이고 간문제의 열째 아들이다.